# Жануария
Жануария (порт. Januária) — муниципалитет в Бразилии, входит в штат Минас-Жерайс. Составная часть мезорегиона Север штата Минас-Жерайс. Входит в экономико-статистический микрорегион Жануария. Население составляет 63 605 человек на 2006 год. Занимает площадь 7299,48 км². Плотность населения — 9,3 чел./км².
Праздник города — 7 октября.

## История
Город основан 30 июня 1833 года. 

## Статистика
- Валовой внутренний продукт на 2003 год составляет 146 859 856,00 реалов (данные: Бразильский институт географии и статистики).
- Валовой внутренний продукт на душу населения на 2003 год составляет 2330,55 реалов (данные: Бразильский институт географии и статистики).
- Индекс развития человеческого потенциала на 2000 год составляет 0,699 (данные: Программа развития ООН).

## География
Климат местности: тропический.

## Галерея

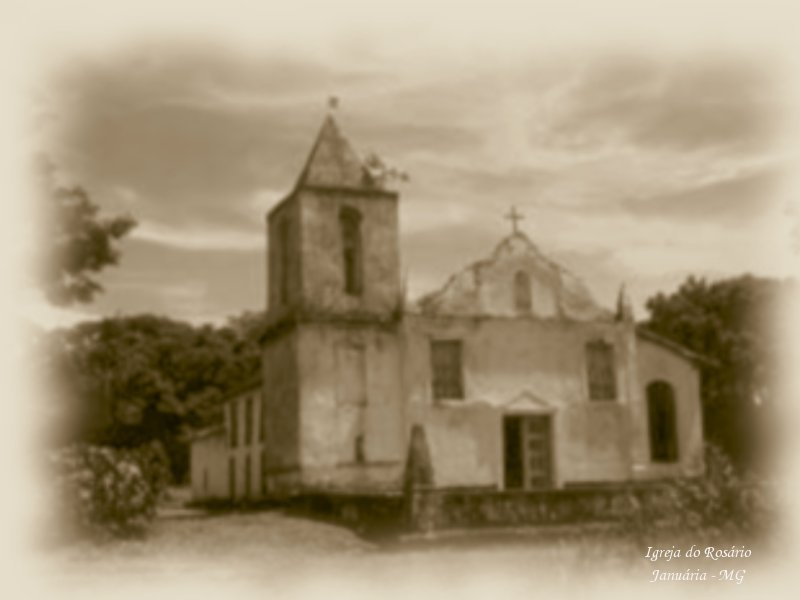
Собор